# 新帕尔梅拉
新帕尔梅拉是巴西帕拉伊巴州的一个市镇。总面积310.348平方公里，总人口3760人，人口密度12.1人/平方公里。